# Tusiplatserna
Tusiplatserna (土司遗址, Tǔsī yízhǐ) är lämningarna efter en historik styrelseform av minoritetsstammar i sydvästra Kina. Tusi (土司) var av kejsarmakten utsedda lokala ledare. Systemet med tusi har använts i Kina sedan 200-talet f.Kr. för att minoritetsgrupper skulle kunna bibehålla sina seder och levnadsvanor. Tusiplatserna är från Yuandynastin och Mingdynastin och innefattar tre platser: Laosicheng, Tangya och Hailongtun .
Tusiplatserna är sedan juli 2015 listade av Unesco som världsarv.

## Lista över Tusiplatserna
| Laosicheng Yongshun | 1474-001 | 28°59′55″N 109°58′01″Ö / 28.998611°N 109.966944°Ö Hunanprovinsen   | Från 1400-talet |
| Tangya Xianfeng | 1474-002 | 29°41′26″N 109°00′01″Ö / 29.690556°N 109.000331°Ö Hubeiprovinsen   | -               |
| Hailongtun Zunyi | 1474-003 | 27°48′42″N 106°49′01″Ö / 27.811667°N 106.816944°Ö Guizhouprovinsen | Från 1257       |
| 1 Där inget annat anges, Källa: ”Tusi Sites” (på engelska) (html). UNESCO. http://whc.unesco.org/en/list/1474/multiple=1&unique_number=2035. Läst 10 juli 2015. |          |                                                                    |                 |